# John Waters (1893-1965)
Pour les articles homonymes, voir John Waters et Waters.
John Waters est un réalisateur né le 31 octobre 1893 à New York (États-Unis) et décédé le 5 mai 1965 à Hollywood (Californie).

## Biographie
Travaillant pour le cinéma muet dès 1916, John Waters est employé tout au long de sa carrière en tant qu'assistant réalisateur dans des films comme Le Masque d'or (The Mask of Fu Manchu, 1932) de Charles Brabin avec Boris Karloff, Les Révoltés du Bounty (1935) de Frank Lloyd avec Charles Laughton et Clark Gable ou encore Ninotchka (1939) d'Ernst Lubitsch avec Greta Garbo. Il réalise aussi quelques films en solo, surtout dans les années 1920 comme Le Don Juan du cirque (Two Flaming Youths) (1927) avec W. C. Fields ou Beau Sabreur (1928) avec Gary Cooper. Les quatorze films qu'il dirige seul sont principalement des western pour le compte de la Paramount Pictures, puis à partir de 1929 chez Metro-Goldwyn-Mayer.

## Filmographie partielle

### En tant que réalisateur
- 1926 : Forlorn River (en)
- 1927 : Le Démon de l'Arizona (Arizona Bound)
- 1927 : Le Don Juan du cirque (Two Flaming Youths)
- 1927 : Drums of the Desert
- 1927 : The Mysterious Rider
- 1929 : Sioux Blood
- 1947 : The Mighty McGurk

### En tant qu'assistant-réalisateur
- 1934 : Viva Villa ! de Jack Conway
- 1939 : Ninotchka d'Ernst Lubitsch
- 1941 : Les Marx au grand magasin (The Bis Store) de Charles Reisner
- 1949 : Aventure en Irlande (The Fighting O'Flynn) d'Arthur Pierson
- 1955 : La Maison des otages (The Desperate Hours) de William Wyler
- 1958 : Les Grands Espaces  (The Big Country) de William Wyler

## Récompenses
- 1934 : nommé comme meilleur assistant réalisateur aux Oscars
- 1935 : Oscar du meilleur assistant réalisateur pour Viva Villa ! de Jack Conway[1].